# Kriva Palanka
Kriva Palanka ( makedonski: Крива Паланка) je grad koji se nalazi na sjeveroistoku Sjeverne Makedonije, na padinama Osogovskih planina.

## Povijest
Kriva Palanka osnovana je 1634. pod imenom Egri Dere (turski). Osnovao ju je Bajram Paša, turski vezir za vladavine sultana Murata IV., kao utvrdu za zaštitu važnog karavanskog puta za Sofiju. 
Za Karpoševa ustanka (1689.) grad je bio slobodan nekoliko mjeseci,  ali kada se otomanska vlast vratila, nad stanovništvom su provedene masovne represalije i nasilna preseljenja u druge krajeve. 
Godine 1912. Osmanlije poslije Prvog balkanskog rata, napuštaju Krivu Palanku, i ona dolazi pod vlast kraljevine Srbije do 1915., između 1915. – 1918. je pod bugarskom vlašću (Prvi svjetski rat). Od 1918. grad je u sastavu kraljevine SHS, a od 1941. do 1944. u sastavu Bugarske. Od 1944. do 1991. je u sastavu SFRJ, a od 1991. Sjeverne Makedonije.

## Kulturne znamenosti
- Manastir sv. Joakim Osogovski, osnovan je u 12. st, poznat je i po imenu Sarandapor, po predanju njegov osnivač bio je pustinjak i čudotvorac sv. Joakim Osogovski. Današnji izgled potječe iz polovine 19. stoljeća kada je manastir uvelike rekonstruiran.

## Zanimljivosti
Okolica tog malog planinskog gradića je bogata rudama (lokaliteti iz starog vijeka), pa su je u 13 st. naselili Sasi, koji su se vremenom stopili sa slavenskim stanovništvom. No i danas postoje njihovi tragovi u brojnim toponimima, koji imaju germansko podrijetlo (npr.; planina i selo German, selo Luke, planina Osogovo itd.).[nedostaje izvor]

## Vanjske poveznice
- http://www.krivapalanka.gov.mk
- http://www.mpc.org.mk/MPC/osogovskimanastir.asp